# Flucht aus L.A.
Flucht aus L.A. ist die Fortsetzung des Films Die Klapperschlange (1981) mit sehr ähnlicher Handlung wie sein Vorgänger, weshalb er mitunter auch als Remake bezeichnet wird. Kurt Russell spielt erneut die Hauptrolle. Der Film startete am 31. Oktober 1996 in den deutschen Kinos.

## Handlung
Los Angeles, das im Jahr 2000 nach einer durch ein Erdbeben ausgelösten Flut zu einer Insel wurde, ist 2013 Deportationszone für unerwünschte Personen oder Personen, die als unfähig angesehen werden, im „moralischen“ Amerika des auf Lebenszeit gewählten neuen theokratischen Präsidenten zu leben.
Der festgenommene „Outlaw“ Snake Plissken wird erneut vor die Wahl gestellt, entweder einen gefährlichen Auftrag zu übernehmen oder innerhalb weniger Stunden qualvoll an einem injizierten Virus zu sterben. Er entscheidet sich notgedrungen für Ersteres.
Plissken erhält die Informationen, dass die Präsidententochter Utopia den zu einer Satellitenwaffe gehörenden Prototyp einer EMP-Fernbedienung  entwendet hat und ihrer Internetbekanntschaft, dem peruanischen Top-Terroristen des Leuchtenden Pfads, Cuervo Jones, gleichzeitig auch Anführer der Mescalito Justice, der größten und übelsten Gang in L.A., gebracht hat. Utopia hat danach zum Aufstand gegen ihren „korrupten und verlogenen“ Vater aufgerufen und mit dem Einsatz der Superwaffe gedroht. Ihr Freund bereitet bereits eine Invasion der USA mit Kämpfern aus Süd- und Mittelamerika vor. Das Gerät soll zurückgebracht und Utopia am besten erschossen werden, mit einem Überlebenden eines fünfköpfigen Rettungsteams solle zunächst Kontakt aufgenommen werden.
Snake erhält unter anderem eine Waffe und Munition, eine tragbare, einmal benutzbare holografische Kamera, ein Funkgerät als Armbanduhr mit Ortungschip und ablesbaren knapp 10 Stunden Zeit, in der er seine Mission ausgeführt haben muss, um rechtzeitig ein Gegengift gegen den Virus injiziert zu bekommen.
Snake gelangt im Ein-Mann-Tauchboot zur Insel. Er findet das letzte Rettungsteammitglied nur noch tot auf. Nach der Frage nach Cuervo Jones wird er zum heruntergekommenen Sunset Boulevard gelotst, wo Jones mit Utopia im offenen Cabrio vorbeifährt. Snake kämpft sich von hinten durch den Jones abschirmenden Tross, aber ein Attentat auf diesen gelingt nicht. Er lernt Eddie kennen, der einen sprechenden Stadtplan entwickelt hat, auf einer CD und einem Abspielgerät, das der EMP-Fernbedienung zum Verwechseln ähnlich sieht, der ihn aber beim nächsten Aufeinandertreffen betäubt und an Jones ausliefert. Gefesselt hört Plissken mit, wie Jones von einem Vertrauten über das EMP-Gerät informiert wird: dass von dem die Erde umkreisenden Ring von Satelliten über die Steuerungs-CD des Gerätes EMP's ausgelöst werden können, die alle elektrischen Geräte zum Ausfall bringen, auf der ganzen Welt mit dem Weltcode 666, punktuell oder flächenmäßig mit zusätzlich eingegebenen Codes. Jones schaltet eine Bild-Ton-Verbindung zum Präsidenten und sendet einen Impuls auf dessen Heimatstadt.
Danach hat Plissken in einem aussichtslosen Spiel um sein Leben auf einem Basketballfeld 10 Punkte zu werfen, abwechselnd auf beide Körbe mit 10 Sekunden Zeit pro Wurf, doch er schafft das Unmögliche mit einem letzten Wurf über das ganze Spielfeld, der im Korb landet. Die Zuschauer in der Arena sind begeistert, Jones schießt auf den davonlaufenden Plissken, Utopia ist nurmehr wenig angetan von ihrem Lover.
Snake lauert Jones auf und entreißt ihm den Koffer mit der Fernbedienung; der verfolgende Eddie trifft Plissken mit einem Schuss am Bein, kann sich in den Besitz des Koffers bringen und ihn Jones zurückgeben. Kurz darauf trifft Snake erneut auf Eddie, der ihn nach einem zuvor erhaltenen Tipp zu Hershe bringen muss, einer Transsexuellen und Anführerin einer kleinen Gang, die er noch als Mann kannte. Sie klärt ihn auf, dass die Geschichte mit dem Virus ein bekannter Bluff ist. Mit Hängegleitern, Granaten und automatischen Schusswaffen kämpfen Snake und Hershes Gang aus der Luft gegen Jones und seine Leute, die auf einer Freilichtbühne auf einen von der Regierung angeforderten, kugelsicheren Hubschrauber gewartet haben. Auf dem Boden kann Snake Jones das EMP-Gerät entreißen und mit Hershes Gang den Helikopter kapern. Auch Utopia flüchtet in das Luftfahrzeug. Eddie erschießt Jones, der noch eine Granate auf den Helikopter abfeuern kann, wobei im hinteren Teil Hershe und ihre noch übrigen drei Männer verbrennen. Snake und Utopia schaffen es zum Festland.
Snake lässt Utopia abspringen, der er ein Gerät in die Kleidung steckt, dann landet er den zerberstenden, brennenden Hubschrauber und erscheint vor dem Präsidenten und seinen Soldaten. Die haben Utopia und das Gerät bereits gefunden. Mit den selbstinszenierenden, bibelangelehnten Worten: „denn er liebte sein Land so sehr, dass er sein eigenes, ungehorsames Kind hingab“ schickt der Frömmler Utopia auf den elektrischen Stuhl, dann sendet er – es sind wenige Minuten, bevor die Invasionstruppen aus Kuba und Mexiko die USA erreichen – in einer weltweiten Übertragung einen EMP-Impuls auf Kuba. Doch aus dem Gerät ertönt Eddies Stadtführer. Plissken zeigt das Original in seiner Hand. Der Präsident lässt auf Plissken feuern – vergeblich, denn er hat nur sein Hologramm projiziert. Der Präsident fragt ihn: „wir oder sie“, doch Plissken gibt nur den Weltcode ein, alle Lichter gehen aus, im Hinrichtungsraum funktioniert der elektrische Stuhl nicht mehr – Utopia ist gerettet, Technik und Lebensstandard der Welt sind zurückgeworfen.

## Besetzung und Synchronisation
Die Schauspieler Donald Pleasence und Lee Van Cleef, die im ersten Film Die Klapperschlange den Präsidenten bzw. den Police Commissioner Bob Hauk spielten, waren vor der Entstehung des Films bereits verstorben. Der Musiker und Schauspieler Isaac Hayes, der im ersten Teil eine der Hauptrollen, den Duke, spielt, hat im zweiten Teil einen Kurzauftritt als Wächter. Die deutsche Synchronbearbeitung entstand bei der Iyuno Germany in Berlin. Johanna Schneider schrieb das Dialogbuch, Frank Schaff führte Dialogregie.
| Darsteller         | Deutscher Sprecher | Figur                             |
| ------------------ | ------------------ | --------------------------------- |
| Kurt Russell       | Manfred Lehmann    | Snake Plissken                    |
| Stacy Keach        | Thomas Fritsch     | Cmdr. Malloy                      |
| Steve Buscemi      | Santiago Ziesmer   | Eddie                             |
| Peter Fonda        | Christian Brückner | Pipeline                          |
| Georges Corraface  | Frank Glaubrecht   | Cuervo Jones                      |
| Allison Joy Langer | Daniela Hoffmann   | Utopia                            |
| Cliff Robertson    | Jürgen Thormann    | Präsident                         |
| Pam Grier          | Frank Schaff       | Hershe                            |
| Michelle Forbes    | Sabine Jaeger      | Brazen                            |
| Valeria Golino     | Iris Artajo        | Taslima                           |
| Bruce Campbell     | Andreas Hosang     | General-Chirurg von Beverly Hills |
| Robert Carradine   | Jonas Ziegler      | Skinhead                          |
| Leland Orser       | Peter Reinhardt    | Test Tube                         |

## Rezeption
Der Film erhielt ein durchwachsenes Presseecho, was sich auch in den Auswertungen US-amerikanischer Aggregatoren widerspiegelt. So erfasst Rotten Tomatoes ähnlich viele wohlwollende wie kritische Besprechungen und ordnet den Film dementsprechend als „Gammelig“ ein. Laut Metacritic fallen die Bewertungen im Mittel „Durchschnittlich oder Gemischt“ aus.

„Unübersehbare parodistische Elemente werden zwischen kostspieligen Äußerlichkeiten und stereotypen Actionmustern erstickt. Ein Film, der der Fantastik seines Entwurfs nur augenblicksweise gerecht wird.“

„Wofür John Carpenter 50 Millionen Dollar verpulverte, weiß keiner. Die Story ist ein tumber Abklatsch des kultigen Vorgängers Die Klapperschlange von 1981. Die Tricks sind so trashig, als wären sie am Heim-PC entstanden. Und die Darsteller spielen Kasperletheater. Da fragt man sich, warum Steve Buscemi, Peter Fonda und Pam Grier den Müll adeln?“

Die Deutsche Film- und Medienbewertung begründete ihr Prädikat wie folgt:

„Wie ein groß angelegter Comic parodiert der Film das heutige und die Vision eines zukünftigen Amerikas, in dem auf der Gefangenen-Insel mehr individuelles Leben und Freiheit stattfindet als im geordneten Teil des Landes[.] Vor allem die Inszenierung der Massenszenen überzeugt und der Einsatz digitaler Technik fügt sich nahtlos ein in die artifizielle Gestaltung einer neuen Welt. Gut sind die darstellerischen Leistungen, vor allem von Kurt Russell. Licht, Farben, Tricks und Ausstattung bieten ein außergewöhnliches Sehvergnügen. Einige allzu drastische, ironische Überhöhungen (Präsidenten-Tochter, Hospital) erzeugen Langatmigkeit in diesem ansonsten furiosen Endzeitfilm, der mit einer gelungenen Schlußpointe sein Genre in Frage stellt.“

Robin Michel Bush für die Kostüme sowie der Film als Bester SF-Film wurden 1997 für den Saturn Award nominiert.

## Soundtrack
Der Soundtrack zum Film erschien unter dem Titel Escape from L.A. Er wurde wieder von John Carpenter produziert, diesmal allerdings mit Hilfe von Shirley Walker. Mehr als eine Neuauflage zu der Originalfilmmusik war es aber nicht, was für die Kritiker ein weiterer Minuspunkt war. Der Soundtrack erschien gleichzeitig mit dem Film beim Label Atlantic. Im Jahr 2006 erschien der Soundtrack unter dem gleichen Titel als Neuauflage. Das Lied zum Film The One von White Zombie erschien nicht auf dem Soundtrack zum Film.
1. Dawn – Stabbing Westward
2. Sweat – Tool
3. The One – White Zombie
4. Cut Me Out – Toadies
5. Pottery – Butthole Surfers
6. 10 Seconds Down – Sugar Ray
7. Blame (L.A) Remix – Gravity Kills
8. Professional Widow – Tori Amos
9. Paisley – Ministry
10. Fire In The Hole – Orange 9mm
11. Escape From The Prison Planet – Clutch
12. Et Tu Brute? – CIV
13. Foot On The Gas – Sexpod
14. Can’t Even Breathe – Deftones